# Alice Oppelstrup Jensen
Alice Oppelstrup Jensen er en dansk stripper og nøgenmodel, også kendt som Miss ChaCha. Hun er bosat i Viborg og blev kåret som vinder af DM i strip på messen Sex & Erotik i KB Hallen, 2007-2009.
Hun deltog i årene 1995-1997 i Europamesterskaberne i ponydressurridning på Cha-Cha 